# Annecy Lacus
L'Annecy Lacus è una struttura geologica della superficie di Titano.